# Revetal
Revetal – wieś w Norwegii, ośrodek administracyjny gminy Re w regionie Vestfold. Przez miejscowość przebiega droga nr 35. W 2016 roku zamieszkiwana przez 2420 osób. Regionalne centrum handlu i usług; przemysł spożywczy.
Nazwa miejscowości pochodzi od staronordyjskiego refatagl.
We wsi znajduje się przystanek autobusowy, z którego można dojechać do Tønsberg i Hof.